# Корше
Корше (пољ. Korsze) град је у Пољској у Војводству варминско-мазурском. По подацима из 2012. године број становника у месту је био 4600.

## Становништво
| 2012. |
| ----- |
| 4.600 |